# El Amin Erbate
Elamine Erbate (ur. 1 lipca 1981 w mieście Fnideq) – marokański piłkarz, grający na pozycji środkowego obrońcy. Po zakończeniu kariery trener.

## Kariera klubowa
Erbate piłkarską karierę rozpoczął w klubie Renaissance Martil, w barwach którego przez pierwsze dwa sezony występował w trzeciej lidze. W 2002 roku przeszedł do jednego z czołowych klubów w kraju, Rai Casablanca. W swoim pierwszym sezonie gry w tym klubie zdobył Puchar CAF (2:0, 0:0 w finale z kameruńskim Cotonsport Garoua). W 2004 roku wywalczył mistrzostwo Maroka, a w 2005 roku zdobył Puchar Maroka. W 2006 wygrał Ligę Mistrzów, chociaż w Rai grał tylko przez pierwszą połowę sezonu 2005/2006.
Na początku 2006 roku Erbate wyjechał do Kataru i został zawodnikiem klubu Qatar SC. W zespole z miasta Doha występował przez półtora sezonu, ale nie osiągnął większych sukcesów. Latem 2007 przeszedł do klubu Al Dhafra Club ze Zjednoczonych Emiratów Arabskich.
W 2008 roku Erbate został zawodnikiem francuskiego Olympique Marsylia, w którym był rezerwowym obrońcą, natomiast pod koniec roku odszedł do Al-Wahda FC. Następnie występował w Moghrebie Tetuan i AC Arles-Avignon. W latach 2011–2013 grał w Raji Casablanca.

## Kariera reprezentacyjna
W reprezentacji Maroka Erbate zadebiutował w 2002 roku. W 2004 roku wziął udział w Igrzyskach Olimpijskich w Atenach, na których olimpijska kadra Maroka nie wyszła z grupy. W 2006 roku był członkiem kadry na Puchar Narodów Afryki 2006, a w 2008 roku został powołany na kolejny turniej o mistrzostwo kontynentu.

## Kariera trenerska
Od 1 lipca 2017 roku do 26 lutego 2018 roku był asystentem menadżera w Moghrebie Tétouan.